# Fredrik von Köhler (1728–1810)
Fredrik von Köhler, född 13 december 1728, död 25 juli 1810 på Skramstads boställe i Gamleby socken, var en svensk friherre och ämbetsman.
von Köhler var son till översten friherre Johan Didrik von Köhler och hans andra hustru Barbara von Kochen. Han blev volontär vid fortifikationen 1743 och fänrik vid garnisonsregementet i Göteborg 1746. von Köhler blev löjtnant vid samma regemente 1750, stabskapten samma år och befordrad till kapten 1756. Han blev sekundmajor 1766 och premiärmajor 1768. År 1774 blev von Köhler befordrad till överstelöjtnant och bataljonschef vid Kalmar regemente. Åren 1788–1790 fungerade han som vice landshövding i Kalmar län. von Köhler befordrades 1789 till överste och erhöll slutligen 1797 avsked med generalmajors karaktär. Han blev riddare av Svärdsorden 1767.